# Choerodon azurio
 Choerodon azurio és una espècie de peix de la família dels làbrids i de l'ordre dels perciformes.

## Morfologia
Els mascles poden assolir els 25,6 cm de longitud total.

## Distribució geogràfica
Es troba al sud del Japó, Corea, Taiwan i el Mar de la Xina.